# Sympathy for the Devil (2023)
Sympathy for the Devil ist ein im Jahr 2023 erschienener Psycho-Horror-Film von Yuval Adler.

## Handlung
Nachdem ein Autofahrer gezwungen wird, einen mysteriösen Passagier zu transportieren, findet er sich in einem Katz-und-Maus-Spiel mit hohen Einsätzen wieder, bei dem klar wird, dass nicht alles so ist, wie es scheint.

## Produktion
Die Dreharbeiten begannen im Juli 2022. Ungefähr die Hälfte des Films wurde in einem Filmstudio in Las Vegas gedreht. „Sympathy for the Devil“ war der erste Spielfilm in der Geschichte Nevadas, der in einer LED-Soundstage gedreht wurde.

## Veröffentlichung
Im September 2022 wurde der Film auf dem Toronto International Film Festival zum Kauf angeboten. Im März 2023 erwarb RLJE Films die Vertriebsrechte für Nordamerika, Großbritannien, Irland, Australien und Neuseeland. Die Veröffentlichung war am 28. Juli 2023. Der Film feierte im Juli 2023 beim Fantasia International Film Festival seine internationale Premiere.